# جورج کونروت
جورج کونروت (انگلیسی: George Konrote؛ زادهٔ ۲۶ دسامبر ۱۹۴۷) یک سیاست‌مدار اهل فیجی است.